# 政策法務
政策法務（せいさくほうむ）とは、法令の解釈運用、条例、規則の改正や新規制定、訴訟など様々な法務活動を通じて、政策を実現させること。

## 概要
自治体の多くには、首長の公約等の実現を担う政策部門があるが、総合計画策定や新規事業立案、予算査定の前段となる事業評価などの業務が中心となっている。一方、法令の解釈や条例等の制定、改正の担当は、政策部門とは距離を置く総務部門に法務担当課が置かれることが多い。また、法務担当課は各担当課が出してくる条例改正等の審査業務が中心で、政策部門と距離があることから、政策実現のために創造性豊かな条例等を生み出す視点が少なかった。特に政策部門や法務担当課の職員が、事業担当課の事業案、政策案について、現場の実情に無知かつ上から目線で査定してきた旧態依然の組織体質が、政策法務を阻害してきた要因の一つでもある。
　この両者が歩み寄り、事業担当課の政策実現を両者で力を合わせて支えていかないと、理念だけの行政計画や一過性の事業実施となるばかりでなく、豊かな個性が求められる地域づくりにおいて、国が用意した限定メニューの中での地域づくりとなり、地方自治の本旨が達成できないとされている。公務員には頻繁な人事異動があり、個々人の解釈や理解度が異なるが、法務として形に残すことで、年月が経っても政策が維持できる利点もある。
2000年（平成12年）の分権一括法以降、この言葉が大学関係者で使われるようになり、自治体の中で政策法務を掲げる組織が生まれるなど、その価値が徐々に広がってきている。

## 具体的事例
・生活保護費等をギャンブル等に使うことを防止するため、小野市福祉給付制度適正化条例を制定した例
・特産物の地元消費拡大のため、各市町村の乾杯条例や地元特産物消費促進条例
・各地域性を踏まえた判断により、公衆浴場に異性が入れる年齢を制限する条例
・子どもの受動喫煙を防止するため、東京都子どもを受動喫煙から守る条例を制定した例
・民泊を制限するため、民泊施設等の取扱基準および貸別荘の取扱基準を制定した例
・スカウト行為を規制するため、八王子市生活の安全・安心に関する条例を改正した例
・庁舎等における秩序の維持のため、市川市庁舎管理規則を改正した例
・教職員の働き方改革の実現のため、教育委員会規則を改正した例

## 組織名称として用いられている例
- 松原市政策法務課
- 岡山市政策法務課
- 静岡市政策法務課
- 千葉県政策法務課
- 神奈川県政策法務課